# Siosta grandis
Siosta grandis är en fjärilsart som beskrevs av W. Warren 1907. Siosta grandis ingår i släktet Siosta och familjen mätare. Inga underarter finns listade i Catalogue of Life.